# 雷震 (1901年)
雷震（1901年—1937年12月13日），原名汝勤，四川蒲江人。黃埔軍校二期畢業生，為南京保衛戰中殉國的少將。

## 生平
早年就讀蒲江聯立中學、黃埔軍校第二期炮兵科，北伐戰爭時在國民革命軍第四軍第十師第二十八團任連長、營長。1937年12月13日在南京撤退途中殉國。1938年9月追晉為少將，入祀蒲江忠烈祠，1986年四川省人民政府追認為革命烈士。2015年8月24日，被列入民政部公布的第二批600名著名抗日英烈和英雄群體名錄。